# Soevereine Militaire Hospitaalorde van Sint-Jan van Jeruzalem en Malta in Rusland
De Soevereine Militaire Hospitaalorde van Sint-Jan van Jeruzalem en Malta (Russisch: Орден Святого Иоанна Иерусалимского; Orden Sviatogo Ioanna Ieroesalimskogo) was een ridderorde.

## Achtergrond
Door het opheffen van de Franse Langue was de oude Soevereine Militaire Hospitaalorde van Sint-Jan van Jeruzalem en Malta, de "Orde van Malta", in grote financiële problemen geraakt. De Franse veroveringen in Duitsland en Italië en de zwakke leiding van de op Malta residerende grootmeester Von Hompesch verergerden de toestand.
Tsaar Paul I van Rusland had plannen om de Russische invloed in het Middellandse Zeegebied te versterken. Daarbij kwam de Orde van Malta hem van pas en hij liet zich op 7 november 1798 door gevluchte Europese ridders, de ridders van het oude Poolse grootprioraat en de (katholieke) ridders van het door hem gestichte Russische grootprioraat tot grootmeester van de Orde van Malta kiezen.
Zo ontstonden twee obediënties want grootmeester Von Hompesch trad pas op 6 juli 1799 af.
Volgens Rome en de katholieke ridders in Europa was er nu geen grootmeester meer. De niet-katholieke gehuwde tsaar Paul kon volgens de statuten geen grootmeester zijn. Deze functie is en was voorbehouden aan een geprofeste leek; een man die de lagere wijdingen van de Katholieke kerk heeft ontvangen.
Op 10 december 1798 stelde tsaar Paul I in strijd met het recht en het wezen van de Katholieke Orde van Malta een orthodox Grootprioraat in Rusland in. De tsaar van Rusland maakte nu aanspraak op gezag in Malta waardoor Rusland voor het eerst een basis in de Middellandse Zee zou verwerven, een doorbraak in haar eeuwenlange "warm-water politiek".
In werkelijkheid veroverden eerst Napoleon Bonaparte en later, in september 1800 de Engelse vloot, het eiland Malta. Het werd daarna nooit meer aan de Orde overgedragen.
De tsaar benoemde een aantal familieleden en orthodoxe Russische edelen in "zijn" grootprioraat.

## De Orde van Malta en Rusland
De eerste contacten tussen het Orthodoxe Rusland en de Katholieke Ridders van Malta werden in 1698 door Peter de Grote gelegd. Voor de Orde en de tsaar lag een bondgenootschap voor de hand want Peter wilde de Krim veroveren en de Orde werd in haar voortbestaan bedreigd door de expansie van het Ottomaanse Rijk. Ook Peter was al geïnteresseerd in een marinebasis in de Middellandse Zee en liet zijn oog daarvoor op Malta vallen.
Na 1698 monsterden Russische vrijwilligers aan op de galeien van de Orde van Malta en Russische edelen werden door de Orde als lid aangenomen.
Catharina de Grote liet rond 1768 haar marineofficieren trainen door de Maltezer ridders en grootmeester Pinto zond een baljuw als gezant naar Sint-Petersburg om daar de betrekkingen nauwer aan te halen en in 1782, tijdens een tegenbezoek van grootvorst Paul, de latere Paul I, aan grootmeester de Rohan en Malta leerde de erfgenaam van de tsarenkroon de Orde van Malta en Malta zelf van dichtbij kennen. In 1783 bracht graaf Psaro namens de tsarina een bezoek aan Malta. De regering in Sint-Petersburg was steeds zeer geïnteresseerd in de mogelijkheden om haar macht in de Middellandse Zee uit te breiden.

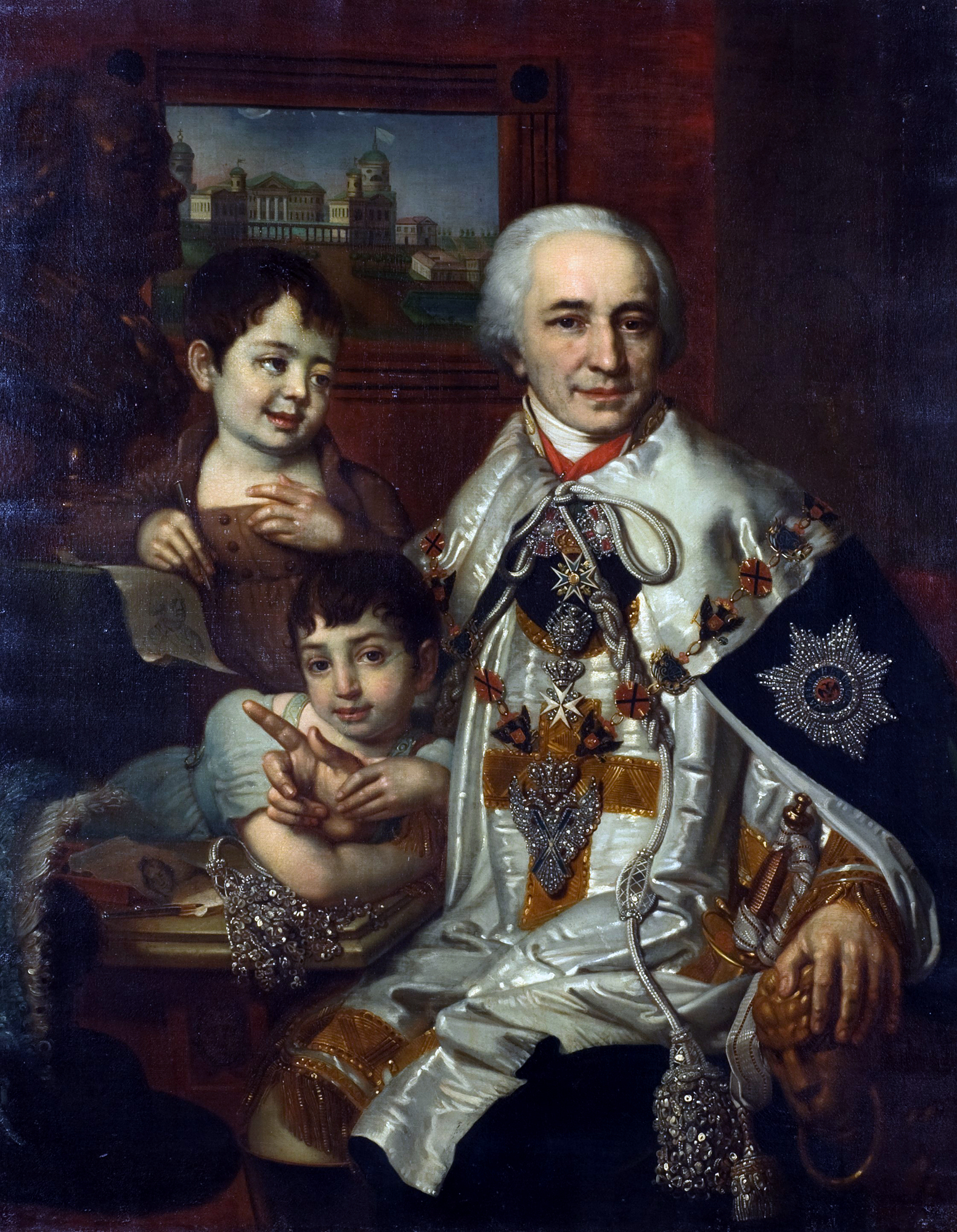
Vorst Vladimir Borovikovski droeg het kruis van de Orde van Malta met diamanten versierd

De door de Franse Revolutie zwaar aangeslagen Orde van Malta sloot in 1797 een verdrag met Rusland waarin de stichting van een nieuw grootprioraat in Rusland overeen werd gekomen. Om het verlies van de zes commanderijen in het voormalige door Rusland opgeheven grootprioraat Polen te compenseren werden tien nieuwe commanderijen in Rusland gesticht.

## De grootpriorijen in Rusland
Toen Ferdinand von Hompesch zu Bolheim de sterke vesting Malta zonder veel verzet overgaf aan de Fransen waren de weggejaagde ridders, een aantal was naar Rusland gevlucht zo verbolgen dat zij een andere grootmeester kozen. Tsaar Paul I accepteerde de benoeming ondanks het feit dat grootmeester Hompesch nog in functie was. Volgens internationaal recht waren er nu twee rivaliserende grootmeesters en Paul werd door een aantal landen erkend. Hompesch trad pas in 1799 af.
Als grootmeester vestigde Paul nu ook een Russische grootpriorij voor Russisch-orthodoxe en andere edelen. Dit oecumenische grootprioraat was met 118 commanderijen en zeer ruime inkomsten groter dan de rest van de, immers zwaar verminkte, Orde van Malta. Onder de barre omstandigheden van de napoleontische vervolging liet de Orde in Italië toe dat men de beginselen van de Orde met voeten trad. De Russische inkomsten waren namelijk meer dan welkom.
Er werden 24 erfelijke commanderijen gesticht. De edelen en de tsaar stichtten deze landgoederen en er werd een "erfcommandeur" aangesteld. De opbrengsten waren gedeeltelijk voor de commandeur en gedeeltelijk voor de kas van de Orde van Malta. Een erfcommandeur kon door een zoon worden opgevolgd.
In 1802 werd het "Corps van pages", een opleiding voor jonge Russische edellieden hervormd. De opleiding werd nu een militaire academie met de idealen van de Orde van Malta als uitgangspunt. In 1810 werd het corps in het nu lege paleis van de Orde van Malta gehuisvest.
In 1810 deed tsaar Alexander I oekazes uitgaan waarin hij een financiële en juridische scheiding aanbracht tussen wat wel de "Russische traditie van Sint-Jan" wordt genoemd en de restanten van de katholieke Orde in West-Europa.

## Het einde van de twee grootprioraten in Rusland
Na de gewelddadige dood van Paul I weigerde zijn zoon en opvolger Alexander I de titel van grootmeester. Hij werd "beschermheer" en drong aan op de verkiezing van een katholieke geprofeste grootmeester. Een kiescollege kon door de aanhoudende oorlog niet bijeenkomen en paus Pius VII benoemde achtereenvolgens Alessandro Ruspoli (die weigerde) en Giovanni Battista Tommasi die zich als grootmeester onder bescherming van de Engelse vloot in Catania op Sicilië vestigde. Hij werd door Lodewijk XVIII, Engeland en Rusland als grootmeester erkend. Alle Europese machten volgden, met uitzondering van Frankrijk en diens vazallen.
Rusland was in de 19e eeuw een zeer in zichzelf gekeerde dictatuur en de tsaar had geen behoefte aan een internationale ridderorde onder invloed van de door de Russisch-Orthodoxe Kerk verafschuwde paus in Rome. Alexander I ontbond daarom met een beroep op inzage in de correspondentie met Rusland in de archieven van de grootmeester in Rome, in 1810 de twee Russische grootprioraten en al de daarbij behorende instellingen. Ook aan de commanderijen in Rusland kwam daarmee een einde. De families die ze hadden gesticht mochten ze voor een gepast bedrag weer terugkopen en de 24 erfcommandeurs kregen een overheidsfunctie met een overeenkomstig salaris.
Andere bronnen wijzen op de continuïteit in Rusland.
Men kan de aanleiding in de kosten van de Russische strijd en in een isolationistische politiek, of beide, zien. Al in 1802, toen Rusland nog een tijdelijk bondgenoot van de Franse keizer was, schreef Arthur Paget, de Britse minister (gezant) aan het hof van de tsaar, aan zijn collega, Lord St Helens in Wenen dat "de tsaar van de Russische grootpriorij een aparte en zelfstandige gemeenschap ("Community") zou maken en dat dat de Orde (als geheel) negen tiende van haar inkomsten zou gaan kosten". De tsaar nam het besluit waarop Arthur Paget duidde pas in 1810. Men kan de Russische Orde die daardoor ontstond – men spreekt ook van de Russische Traditie wanneer men de Orde van Malta als een ongedeeld geheel wenst te zien– beschouwen als de evenknie van de in 1812 als Koninklijk Pruisische Orde en in 1852 weer als ridderlijke orde verzelfstandigde protestantse Johanniterorde in de Ballije Brandenburg zien.
Vanuit Rome gezien zijn deze Orden geen deel van de Orde van Malta maar omdat zij in de tsaar en de Pruisische koning een "fons honorum" waren zijn zij legitieme ridderorden volgens het orderecht en het internationaal recht. De Orde van Malta wijst op de traditie dat waar geen commanderij meer bestaat ook geen commandeur kan zijn.
Sommige bronnen houden staande dat de grootpriorij in Rusland in 1810 werd afgeschaft. Anderen wijzen op de woorden van de oekaze van 26 februari 1810 waarin vastgesteld wordt dat de Orde voortbestaat maar van haar bezit wordt ontdaan. Alle kosten voor het onderhoud en het beheer worden, zo stelt de oekaze "door de staatskas betaald".
In de almanaken van het keizerlijk hof staat keizer Paul als "beschermer" van de Orde van Malta beschreven en de almanak van 1813 somt de 853 ridders in de orthodoxe en 152 ridders in de katholieke Russische grootpriorij op. Verder waren er nog 121 Maltezer ridders van andere grootpriorijen in Rusland gevestigd.
In 1817 verbood de tsaar het dragen van insignes van de Orde van Malta wanneer deze van een buitenlandse, Rooms-katholieke, baljuw waren ontvangen.
Op 19 oktober 1867 gaf de tsaar, zoals gewoonlijk schijnt te zijn geweest, de oudste zoon van een afstammeling van een erfelijk commandeur in de Orde het recht om de kleinoden van de Orde van Malta te dragen.
De Almanach de Gotha van 1885 vermeldt graaf Demidov als "erfelijk commandeur" van de Orde van Malta. De almanak van Sint-Petersburg van 1913 vermeldt Demidov ook als zodanig.
In een antwoord op de aan de keizer gerichte petities werd in 1912 aan graaf Aleksandr Armfelt toestemming gegeven om de insignes van de Orde van Malta te dragen en dit recht werd uitgebreid tot zijn zoon die dat na Armfelts dood ook mocht doen.
Ook 19e-eeuwse portretten waarop de Orde door Russische edelen wordt gedragen ondersteunen de stelling dat de Orde van Malta in Rusland gedurende de gehele 19e eeuw werd gedragen.

## De 20e eeuw en de "Russische traditie"
In 1917 vielen achtereenvolgens het regime van de tsaar en de democratische regering van Kerenski. De Orde van Sint-Jan, men spreekt van de "Russische traditie", in Rusland werd net als alle andere Orden in 1918 door de Sovjets afgeschaft.
In 1928 kwamen twaalf gevluchte Russische erfelijke commandeurs in Parijs bijeen om de Russische grootpriorij weer te herstellen. Zij kregen daarbij steun van ontkomen Russische edelen waaronder een erfcommandeur van de katholieke priorij in Rusland. Ook grootvorst Alexander Michailovitsj van Rusland steunde het initiatief en nam de titel van "groot-prior" aan.
Over het recht van deze Russen om een Orde te continueren of te stichten lopen de meningen sterk uiteen. Sommige geleerden menen dat de Orde sinds 1811 niet meer bestond. Anderen ontzeggen deze Russen het recht om een Orde te stichten of te herstellen.
Grootvorst Alexander Michailovitsj Romanov was tot 1933 grootprior en werd opgevolgd door grootvorst Andrej Vladimirovitsj Romanov (tot 1956). In 1933 stelde deze grootprior een Deense priorij in; "Dacia", (Latijn voor "Denemarken"), genaamd.
Op 9 december 1956 kwamen de erfcommandeurs voor een reünie bijeen in Parijs. Zij gaven hun grootpriorij in ballingschap statuten en kozen voor een rechtsvorm. De "Russische Grootpriorij van de Orde van Sint-Jan van Jeruzalem" werd als een buitenlandse vereniging geregistreerd in Frankrijk. Grootvorst Vladimir Kirillovitsj werd beschermheer maar ook hij weigerde de titel van grootprior.
Het bestuur van de grootpriorij lag in handen van Nicholas Tsjirikov en later van prins Nikita Troebetskoj, maar in 1974 stierf Tsjirikof als laatste van de uit Rusland gevluchte erfcommandeurs.
De "Union des Descendants des Commandeurs Hereditaires et Chevaliers du Grand Prieure Russe de l'Ordre de St Jean de Jerusalem" was nu zonder leden achtergebleven maar de "Priorij Dacia" bestond nog wel. De "Russische Imperiale Unie Orde", een bond van edelen die de aanspraken van grootvorstin Maria Vladimirovna op de Russische troon steunt, erkent de priorij Dacia als een Russische instelling en voortzetting of deel van de Orde van Malta.
De 24 door Paul I gecreëerde erfelijke commanderijen waren in 1811 formeel opgeheven maar men was in Rusland de bezitters als erfcommandeurs blijven beschouwen. Zij verenigden zich in het buitenland onder de volgende namen:
- Association of Hereditary Commanders in 1928
- Russian Philanthropic Association of the descendants of the hereditary commanders of Sovereign the Order of Malta (1929-1932)
- Union des Commandeurs Hereditaires et Chevaliers du Grand Prieure Russe de l'Ordre de St Jean de Jerusalem" (1957-1958)

Er zijn in Europa en Amerika verschillende groepen en instellingen die pretenderen de voortzettingen van deze tradities te zijn. Zij lijken niet meer dan verenigingen van reactionaire of patriottische Russische ballingen te zijn maar met het verwerven van de door hen verleende kruisjes van de Orde van Malta is erg veel geld gemoeid. Een Amerikaans zakenman bleek soms bereid om $ 50.000 neer te leggen voor deze eer.

## De omstreden "Russische tradities"
De internationaal opererende Soevereine Militaire Hospitaalorde van Sint-Jan van Jeruzalem en Malta erkent, behalve de Protestantse Johanniterorden in Europa, geen alternatieve Orden van Sint-Jan. In de ogen van de Maltezer ridders is de Russische Grootpriorij al meer dan een eeuw geleden opgeheven. Heren die zich "erfcommandeur" noemen hebben in de ogen van de oude Orde geen recht om priorijen op te richten want dat is en was uitsluitend het voorrecht van de Grootmeester van de Orde. Tsaar Paul kon dat doen maar de nazaten van de bezitters van de tot erfcommanderijen benoemde Russen bezitten dit recht volgens de Orde van Malta niet.
De vraag naar Maltezer kruisen is zo groot dat pseudo-Orden als de "American Association of the Sovereign Military Order of Malta", en de al even omstreden ""Sovereign Order of St John of Jerusalem, Knights Hospitaller", volgens eigen zeggen opgericht door erfcommandeurs die in 1908 een nergens gedocumenteerde bijeenkomst in New York hielden, veel geld verdienen aan hun kruisen en mantels. Er zijn ettelijke van deze pseudo-orden actief en de Orde van Malta heeft een functionaris aan moeten stellen om een oog op al deze organisaties te houden. Soms is het onschuldig ijdel vertoon van vlaggen en mantels en doen de leden aan liefdadigheid, soms is het pure bedriegerij.
Ondanks alle juridische bezwaren hebben de verbannen koning Michael van Roemenië en wijlen koning Peter II van Joegoslavië hun goedkeuring gegeven aan priorijen van zogenaamde voortzettingen van de "Russische traditie". In Nederland is de pas opgerichte Soevereine Orde van Sint-Jan van Jeruzalem in de ogen van de Orde van Malta en de Johanniterorde zo'n pseudo-Orde.